# Tak czy nie
Tak czy nie – program publicystyczny w telewizji Polsat News, prowadzony przez dziennikarzy tej stacji, emitowany od 2 kwietnia 2013 do 28 września 2018. Był realizowany na żywo z udziałem dwóch zaproszonych gości, zazwyczaj o dwóch skrajnie różnych poglądach. Dyskusje w programie dotyczyły szerokiego spektrum aktualnych tematów politycznych, społecznych i obyczajowych. W programie ponadto prezentowane były komentarze internautów zamieszczane na Twitterze i Facebooku, gdzie oprócz opcji komentowania pojawiała się sonda dnia, w której internauci odpowiadali na zadane pytanie - tak lub nie.